# Thea Lehmann

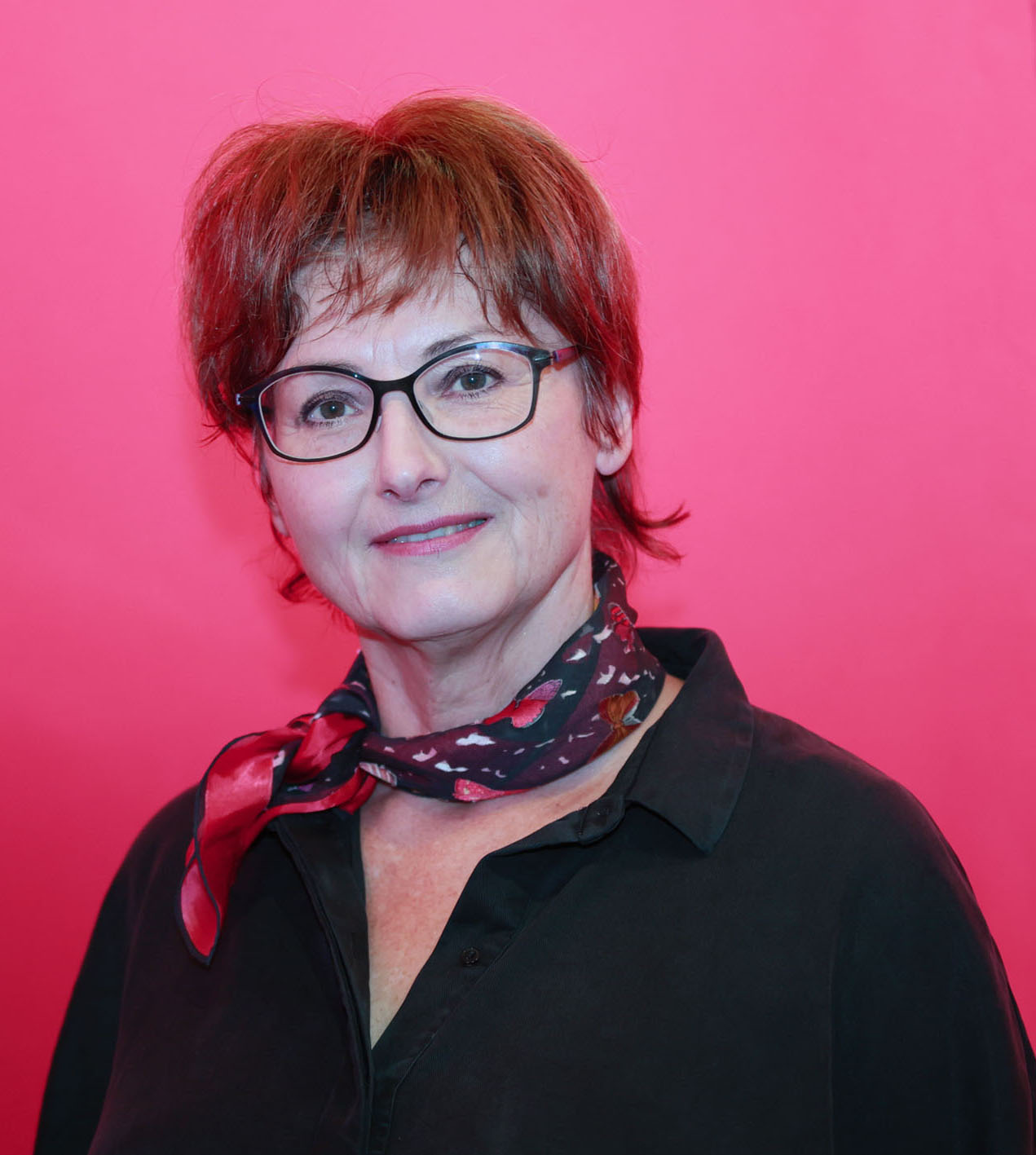
Thea Lehmann, Frankfurter Buchmesse (2022)

Thea Lehmann ist eine deutsche Autorin von Kriminalliteratur. Sie ist bekannt für ihre in der Sächsischen Schweiz angesiedelte Krimireihe rund um Kommissar Leo Reisinger.

## Leben und Werk
Thea Lehmann wuchs in Andechs am Ammersee auf und besuchte das Gymnasium in Starnberg. Sie absolvierte zunächst eine Ausbildung als Verlagskauffrau, bevor sie Germanistik, Geschichte und Kommunikationswissenschaften studierte. Im Anschluss arbeitete sie als freie Journalistin.
2015 erschien ihr erster Kriminalroman Tod im Kirnitzschtal bei DDV. Bislang sind sieben Bände der Reihe um den in der Sächsischen Schweiz ermittelnden bayerischen Kommissar Leo Reisinger veröffentlicht worden. Sie habe über die Familie ihres Mannes eine enge Bindung nach Sachsen in die Region am Elbsandsteingebirge, so Lehmann, sie lebt jedoch in München.
Lehmann ist seit 2017 Mitfrau der Autorinnenvereinigung Mörderische Schwestern.

## Auszeichnungen
- 2020: Wortrandale-Literaturpreis für die Kurzerzählung CO₂-Update

## Publikationen
Sächsische Schweiz Krimis
- Tod im Kirnitzschtal. (1. Fall). Reihe: Dresdner Kriminal. 4. Auflage. DDV Edition (Sächsische Zeitung), Dresden 2021, ISBN 978-3943444476.
- Dunkeltage im Elbsandstein. (2. Fall). Reihe: Dresdner Kriminal. 2. Auflage. DDV Edition (Sächsische Zeitung), Dresden 2019, ISBN 978-3943444629.
- Mordskunst im Elbtal. (3. Fall). Reihe: Dresdner Kriminal. DDV Edition (Sächsische Zeitung), Dresden 2017, ISBN 978-3943444667.
- Tatort Kuhstall. (4. Fall). Reihe: Dresdner Kriminal. 2. Auflage. DDV Edition (Sächsische Zeitung), Dresden 2021, ISBN 978-3943444766.
- Tödliches Schweigen im Sandstein. (5. Fall). Reihe: Dresdner Kriminal. DDV Edition (Sächsische Zeitung), Dresden 2019, ISBN 978-3943444865.
- Blut und Blüten. (6. Fall). Reihe: Dresdner Kriminal. DDV Edition (Sächsische Zeitung), Dresden 2020, ISBN 978-3948916121.
- Wolfshappen. (7. Fall). Reihe: Dresdner Kriminal. DDV Edition (Sächsische Zeitung), Dresden 2022, ISBN 978-3948916237.
- Todesklamm. (8. Fall). Reihe: Dresdner Kriminal. DDV Edition (Sächsische Zeitung), Dresden 2024, ISBN 978-3948916299.